# Emanuele Fiume
Emanuele Fiume (Fasano, 17 maggio 1997) è un canottiere italiano.

## Biografia
Ai Campionati europei di canottaggio di Račice 2017, assieme ai compagni Romano Battisti, Andrea Panizza e Giacomo Gentili, ha vinto la medaglia di bronzo nel quattro di coppia, cudendo alle spalle dei lituani Dovydas Nemeravičius, Martynas Džiaugys, Rolandas Maščinskas e Aurimas Adomavičius (oro) e dei polacchi Dariusz Radosz, Adam Wicenciak, Dominik Czaja e Wiktor Chabel (argento).

## Palmarès
- Campionati europei di canottaggio

Račice 2017: bronzo nel quattro di coppia.